# بوب لين
بوب لين (بالإنجليزية: Bob Lynn)‏ هو سياسي أمريكي، ولد في 23 فبراير 1933 في الولايات المتحدة. حزبياً، نشط في الحزب الجمهوري. وقد انتخب عضو مجلس نواب ألاسكا.